# Anomala fusciceps
Anomala fusciceps är en skalbaggsart som beskrevs av Fahraeus 1857. Anomala fusciceps ingår i släktet Anomala och familjen Rutelidae. Inga underarter finns listade i Catalogue of Life.